# Шан-дю-Буль
Шан-дю-Буль (фр. Champ-du-Boult) — коммуна во Франции, находится в регионе Нижняя Нормандия. Департамент коммуны — Кальвадос. Входит в состав кантона Сен-Севе-Кальвадос. Округ коммуны — Вир.
Код INSEE коммуны — 14151.

## Население
Население коммуны на 2016 год составляло 375 человека.
| 1962 | 1968 | 1975 | 1982 | 1990 | 1999 | 2010 | 2016 |
| ---- | ---- | ---- | ---- | ---- | ---- | ---- | ---- |
| 663  | 636  | 503  | 503  | 432  | 435  | 383  | 375  |

## Экономика
В 2010 году среди 239 человек трудоспособного возраста (15—64 лет) 154 были экономически активными, 85 — неактивными (показатель активности — 64,4 %, в 1999 году было 68,7 %). Из 154 активных жителей работали 133 человека (77 мужчин и 56 женщин), безработных было 21 (13 мужчин и 8 женщин). Среди 85 неактивных 18 человек были учениками или студентами, 39 — пенсионерами, 28 были неактивными по другим причинам.